# Eythora Thorsdottir
Eythora Elisabet Thorsdottir (in lingua islandese: Eyþóra Elísabet Þórsdóttir; Rotterdam, 10 agosto 1998) è una ginnasta olandese di origini islandesi.

## Biografia
Figlia di genitori islandesi stabilitisi nei Paesi Bassi per motivi di lavoro, Eythora ha optato per gareggiare sotto la nazionalità olandese.

## Carriera junior
Ha fatto il suo debutto internazionale juniores agli Europei di Bruxelles 2012, piazzandosi decima da individualista e arrivando a disputare anche la finale della trave. L'anno seguente vince la medaglia d'argento alla trave durante il Festival olimpico della gioventù europea di Utrecht e dopo si laurea campionessa olandese juniores.

## Carriera senior
Nel 2015 Thorsdottir inizia a competere a livello senior, piazzandosi dodicesima al concorso individuale degli Europei di Montpellier 2015. Lo stesso anno prende parte pure ai Mondiali di Glasgow, contribuendo all'ottavo posto ottenuto dai Paesi Bassi nella gara a squadre e qualificandosi alla finale della trave dove giunge ottava.
Fresca campionessa nazionale, alle Olimpiadi di Rio de Janeiro 2016 fa parte della nazionale olandese che si classifica al settimo posto, oltre a giungere nona nel concorso individuale. Ai campionati europei di Cluj-Napoca 2017 diventa vicecampionessa continentale alla trave, dietro Cătălina Ponor, e guadagna anche la medaglia di bronzo al corpo libero. 
Il 2018 è un anno segnato da una frattura alla mano che le ha impedito di partecipare agli Europei di Glasgow 2018 e in seguito anche ai Mondiali di Doha 2018. Agli Europei di Stettino 2019 si classifica undicesima nel concorso individuale e raggiunge la finale del corpo libero, vincendo la medaglia d'argento dietro Mélanie de Jesus dos Santos e davanti Angelina Mel'nikova.
Nel 2021 viene scelta per partecipare alle Olimpiadi di Tokyo insieme a Lieke Wevers, Sanne Wevers e Vera van Pol.
Il 25 luglio prende parte alle Qualifiche, ma l'Olanda non riesce a qualificarsi per la finale a squadre.